# Clásico Santiago Luro
El Clásico Santiago Luro es una carrera clásica para potrillos que se disputa en el Hipódromo Argentino de Palermo, sobre 1200 metros de pista de arena y convoca exclusivamente a machos de 2 años. Está catalogado como un certamen de Grupo 2 en la escala internacional y es una de las carreras más importantes en el proceso selectivo de productos. Hasta 2013 inclusive, este cotejo recibió la clasificación de Grupo 1.
Se disputa regularmente en el primer semestre del calendario (marzo o abril) y lleva su nombre en honor al criador argentino Santiago Luro, fundador del emblemático Haras Ojo de Agua y del Jockey Club Argentino, del cual fue presidente en dos mandatos a fines del siglo XIX.
Su equivalente para potrancas es el Clásico Saturnino J. Unzué que, según la programación anual, suele llevarse a cabo en la misma jornada.

## Últimos ganadores del Santiago Luro
| Año  | Ganador         | País | Jockey               | País | Padre              | País | Madre           | País | Criador                     | Caballeriza           | Colores            |
| ---- | --------------- | ---- | -------------------- | ---- | ------------------ | ---- | --------------- | ---- | --------------------------- | --------------------- | ------------------ |
| 2020 | Atrevido Cry    |      | Willian Pereyra      |      | Remote             |      | Cry To Me       |      | Ernesto Armando Balbi       | Egalité de 9          | Horse racing silks |
| 2019 | Virreinado      |      | Eduardo Ortega Pavón |      | True Cause         |      | Visigoda        |      | Haras La Esperanza          | Nuestras Hijas (LP)   | Horse racing silks |
| 2018 | Il Gelato       |      | Eduardo Ortega Pavón |      | Lizard Island      |      | Infusion        |      | Haras La Pasión             | Los Velezanos         | Horse racing silks |
| 2017 | Quiet Brazilian |      | Juan Cruz Villagra   |      | Catcher In The Rye |      | Qué Felicidad   |      | Haras Santa María de Araras | Santa Elena           | Horse racing silks |
| 2016 | Julián Octavio  |      | Osvaldo Alderete     |      | El Corredor        |      | Jubilance       |      | Haras La Quebrada           | La Quebrada           | Horse racing silks |
| 2015 | Portal del Alto |      | Edwin Talaverano     |      | Malibu Moon        |      | Potosina        |      | Haras Pozo de Luna          | Haras Pozo de Luna    | Horse racing silks |
| 2014 | Americano Key   |      | Facundo Coria        |      | Key Deputy         |      | Manhatan Cat    |      | Haras El Alfalfar           | El Alfalfar           | Horse racing silks |
| 2013 | Todo Tango Key  |      | Rodrigo Blanco       |      | Key Deputy         |      | La Mistonga     |      | Haras El Alfalfar           | El Alfalfar           | Horse racing silks |
| 2012 | Arte Pop        |      | Mario Fernández      |      | Mutakddim          |      | Arteba          |      | Haras La Quebrada           | La Quebrada           | Horse racing silks |
| 2011 | Angiolo         |      | Horacio Betansos     |      | Grand Reward       |      | Wait            |      | Haras La Quebrada           | Tres Jotas            | Horse racing silks |
| 2010 | Villero Cat     |      | Edwin Talaverano     |      | Easing Along       |      | Bien Rea        |      | Haras El Alfalfar           | El Alfalfar           | Horse racing silks |
| 2009 | Don Ladino      |      | Julio César Méndez   |      | Lucky Roberto      |      | Doña Polaca     |      | Haras San Benito            | San Benito            | Horse racing silks |
| 2008 | Bigness Emperor |      | Jorge Ricardo        |      | Emperor Jones      |      | Grand Bijou     |      | Haras Firmamento            | La Claridad           | Horse racing silks |
| 2007 | Saludable Nov   |      | Juan Pablo Lagos     |      | Romanov            |      | Saldeable       |      | Haras Firmamento            | La A.K.D.             | Horse racing silks |
| 2006 | Visa Parade     |      | Gustavo Calvente     |      | Parade Marshal     |      | Visalia         |      | Haras Firmamento            | Aladino               | Horse racing silks |
| 2005 | Sebastiano      |      | Pablo Falero         |      | Southern Halo      |      | Irina           |      | Juan José Caligiuri         | Tres Jotas            | Horse racing silks |
| 2004 | Zanzíbar        |      | Jacinto Herrera      |      | Luhuk              |      | Zebra           |      | Haras La Quebrada           | La Quebrada           | Horse racing silks |
| 2003 | Sadler's Roar   |      | Julio César Méndez   |      | Roar               |      | Sadler's Folie  |      | Haras Firmamento            | Starlight             | Horse racing silks |
| 2002 | Eclipse West    |      | Jacinto Herrera      |      | Westbridge         |      | Legitime        |      | Haras Las Telas             | Las Telas             | Horse racing silks |
| 2001 | Petit Club      |      | Juan Carlos Noriega  |      | Southern Halo      |      | Petite Lune     |      | Haras Orilla del Monte      | Cris-Fer              | Horse racing silks |
| 2000 | City West       |      | Juan Carlos Noriega  |      | Candy Stripes      |      | City Girl       |      | Haras Abolengo              | Mariano A.            | Horse racing silks |
| 1999 | Painter         |      | Edwin Talaverano     |      | Robin des Bois     |      | Panting         |      | Haras de La Pomme           | La Pomme              | Horse racing silks |
| 1998 | Team            |      | Francisco Arreguy    |      | Southern Halo      |      | Teocrática      |      | Haras La Quebrada           | Las Telas             | Horse racing silks |
| 1997 | Handsome Halo   |      | Jacinto Herrera      |      | Southern Halo      |      | Helen Christine |      | Haras Las Matildes          | Matty                 | Horse racing silks |
| 1996 | Sam's           |      | Pablo Falero         |      | Lode               |      | Samira Bay      |      | Haras Santa María de Araras | Santa María de Araras | Horse racing silks |
| 1995 | Ali Bey         |      | Juan Maciel          |      | Robin des Bois     |      | Yes Ali         |      | Haras de La Pomme           | Santa Justina         | Horse racing silks |